# RAIRO Informatique théorique et applications
La revue RAIRO Informatique théorique et applications (en anglais RAIRO Theoretical Informatics and Applications) abrégé en RAIRO ITA ou RAIRO-TIA est une revue de mathématiques à évaluation par les pairs créée sous ce titre en  1958 et publiée tous les trimestres par la société EDP Sciences. Les rédacteurs en chef actuels de la revue sont Christian Choffrut, Sylvain Perifel et Olivier Serre. 

## Description
La revue publie des articles de recherche originaux de haut niveau scientifique dans le domaine de l'informatique théorique et de ses applications. L'informatique théorique est comprise dans son sens le plus large et comprend notamment les domaines suivants : automates et langages formels, théorie des jeux, systèmes de réécriture, conception et analyse d'algorithmes, théorie de la complexité, calcul quantique, calculs parallèles, concurrents, distribués, vérification de programmes, logique et compilateurs, géométrie algorithmique et infographie, cryptographie, combinatoire des mots.
RAIRO ITA est une section de la revue RAIRO, acronyme de « Revue d'Automatique, d'Informatique et de Recherche Opérationnelle ». L'autre section est RAIRO Operations Research

## Résumé et indexation
Le journal est indexé dans : 
- Journal Citation Reports
- Science Citation Index Expanded
- CompuMath Citation Index
- Current Contents/Engineering, Computing & Technology
- Scopus
- Compendex
- DBLP
- IAOR (International Abstracts in Operations Research)
- MathSciNet
- IET INSPEC
- PASCAL
- zbMATH

La revue est classée dans le troisième quartile des revues de sa catégorie en 2018 sur SCImago Journal Rank. Son facteur d'impact est de 0,27 en 2018.

## Historique
La revue existe sous son nom actuel depuis sa refonte en 1986, avec le numéro 1 du volume 20.
Elle a changé plusieurs fois de nom et de périmètre dans ses premières années :
- 2010- maintenant : RAIRO Theoretical Informatics and Applications. Informatique Théorique et Applications
- 1999-2009 : Theor. Inform. Appl. (sans RAIRO) EDP Sci.  (ISSN 1290-385X)
- 1998-1998 : RAIRO Inform. Théor. Appl. (Gauthier-Villars, Éd. Sci. Méd. Elsevier)
- 1996-1997 : RAIRO Inform. Théor. Appl. (Gauthiers-Villars)
- 1989-1995 : Theoretical Informatics and Applications. Informatique Théorique et Applications (sans mention RAIRO)  (ISSN 0988-3754)
- 1986-1989 : RAIRO Informatique Théorique et Applications (avec la mention RAIRO)  (ISSN 0296-1598)
- 1982-1985 : RAIRO Informatique Théorique (sans la mention des applications)  (ISSN 0399-0540)
- 1977-1981 : RAIRO Informatique (sans mention « théorique »)  (ISSN 0399-0532)
- 1972-1976 : Revue française d'automatique, informatique, recherche opérationnelle. Informatique :  (ISSN 0397-9377)
- 1969-1971 : Revue Française Automatique, Informatique et Recherche Opérationnelle série bleue Informatique Théorique  (ISSN 0997-4350)
- 1967-1968 : Revue française d'informatique et de recherche opérationnelle  (ISSN 0035-3035)
- 1963-1966 : Revue française de traitement de l'information, Chiffres 	 (ISSN 0556-7823)